# Achirus
Achirus Lacepède, 1802 è un genere di pesci ossei appartenente alla famiglia Achiridae.

## Distribuzione e habitat
Provengono dall'America dove sono diffusi sia negli oceani (in acque costiere) che in acque dolci.

## Descrizione
La specie di dimensioni maggiori, Achirus achirus, raggiunge i 37 cm.

## Tassonomia
Comprende 9 specie:
- Achirus achirus
- Achirus declivis
- Achirus klunzingeri
- Achirus lineatus
- Achirus mazatlanus
- Achirus mucuri
- Achirus novoae
- Achirus scutum
- Achirus zebrinus